# 直搗黃龍
是一部1936年的黑幫電影，主演是愛德華·羅賓遜、瓊·布朗德爾、巴頓·馬克萊恩和堪富利·保加。羅賓遜飾演一名滲透犯罪幫派的警探。這是羅賓遜和保加共同演出的幾部電影中的第一部。
羅賓遜的角色Johnny Blake，是基於一位著名的紐約市偵探強尼·布羅德里克。

## 劇情
警探Johnny Blake（愛德華·羅賓遜 飾演）是一個紐約市警察，他透過打擊詐騙販而聲名遠播。當Blake被踢出警隊時，一位名叫Al Kruger（巴頓·馬克萊恩 飾演）的強大的犯罪老大僱用他，試圖獲得新的想法以繞開法律和擴大他的犯罪帝國。Blake很快便獲得Kruger的信任，並在犯罪組織的地位得以提升，對相信Blake是警方線人的Bugs Fenner（堪富利·保加 飾演）非常厭惡。

## 演員
- 愛德華·羅賓遜 飾 警探Johnny Blake
- 瓊·布朗德爾 飾 Lee Morgan
- 巴頓·馬克萊恩（英语：Barton MacLane） 飾 Al Kruger
- 堪富利·保加 飾 Nick 'Bugs' Fenner
- Frank McHugh（英语：Frank McHugh） 飾 Herman McCloskey
- 喬·金（英语：Joe King (actor)） 飾 Captain Dan 'Mac' McLaren
- 迪克·普賽爾（英语：Dick Purcell） 飾 Ed Driscoll
- 喬治·E·史東（英语：George E. Stone） 飾 Wires Kagel
- 約瑟·克萊漢（英语：Joseph Crehan） 飾 Grand Jury Spokesman
- 亨利·歐尼爾（英语：Henry O'Neill） 飾 Ward Bryant
- Henry Kolker（英语：Henry Kolker） 飾 Mr. Hollister
- 吉爾伯特·埃默瑞（英语：Gilbert Emery） 飾 Mr. Thorndyke
- 赫爾伯特·羅林森（英语：Herbert Rawlinson） 飾 Mr. Caldwell
- 路易絲·比弗斯（英语：Louise Beavers） 飾 Nellie LaFleur
- Norman Willis 飾 Louie Vinci

## 其他媒體改編作品
《直搗黃龍》於1939年4月17日被改編為一小時廣播劇，由盧克斯廣播電影院廣播，演出有愛德華·羅賓遜、瑪麗·阿斯特和堪富利·保加。

## 外部連結
- TCM电影资料库上《直搗黃龍》的资料（英文）
- 互联网电影数据库（IMDb）上《Bullets or Ballots》的资料（英文）
- AllMovie上《直搗黃龍》的资料（英文）
- 美国电影学会目录上的《Bullets or Ballots》（英文）